# Монастирський комплекс семи церков
Монастирський комплекс «Сім церков» (азерб. Yeddi kilsə monastır kompleksi)  — один з найстаріших монастирів на території Азербайджану. Розташований на півночі країни, поблизу села Лекіт-Кьотюклю Ґахського району.